# Witkeeldaggekko
De witkeeldaggekko (Gonatodes albogularis) is een hagedis die behoort tot de gekko's en de familie Sphaerodactylidae.

## Naam en indeling
De wetenschappelijk naam van de soort werd in 1836 als Gymnodactylus albogularis gepubliceerd door André Marie Constant Duméril en Gabriel Bibron. De hagedis werd eerder aan andere geslachten toegekend, namelijk Goniodactylus en Stenodactylus. De soortaanduiding albogularis betekent vrij vertaald 'witte keel'. Ook de naam geelkopdaggekko wordt voor deze soort wel gebruikt, maar deze naam slaat slechts op een van de voormalige ondersoorten Gonatodes albogularis fuscus, die door sommige auteurs ook wel als een volwaardige soort wordt beschouwd.

## Uiterlijke kenmerken
De witkeeldaggekko is te herkennen aan de gele tot oranje kop, blauwe oogomgeving en het verder bruingrijze lijf zonder tekening; soms enkele donkere vlekjes op de rug en meestal een donkere tot zwarte staart. In de paartijd hebben de mannetjes een felblauwe streep langs de zijkant van de kop, maar ook vrouwtjes kunnen deze kleur hebben. De gekko bereikt een lichaamslengte tot 12 centimeter inclusief staart. Zoals vrijwel alle gekko's heeft deze soort geen oogleden maar wel hechtlamellen onder de tenen waarmee het dier over glas kan lopen. Bij deze soort zijn deze echter zo klein dat men ze alleen onder een microscoop kan zien; ze zitten vlak bij het uiteinde langs de nagel.

## Levenswijze
Deze gekko is overdag actief en houdt van warme en droge omgevingen, waarbij de mens niet wordt geschuwd. Deze soort komt ook voor in huizen en tuinen, wijngaarden en steenhopen om tussen stenen op insecten te jagen en wordt als onschadelijk en zelfs als bijzonder nuttig gezien. Het voedsel bestaat uit kleine ongewervelden zoals insecten en spinnen. Het is een klimmende soort die bij bedreiging snel in een spleet schiet. Door zich vervolgens een beetje te draaien komt de gekko muurvast te zitten.

## Verspreiding en habitat
De soort komt voor in delen van Midden- en Zuid-Amerika inclusief de Caraïben en leeft in de landen en deelgebieden Antillen, Martinique, Cuba, Hispaniola, Jamaica, Haïti, Mexico, El Salvador, Costa Rica, Nicaragua, Panama, Guatemala, Belize, Honduras, Colombia, Venezuela. De hagedis is verder geïntroduceerd in de Verenigde Staten in de staat Florida.
De habitat bestaat uit droge tropische en subtropische bossen en vochtige tropische en subtropische laaglandbossen. Ook in door de mens aangepaste streken zoals plantages, landelijke tuinen, stedelijke gebieden en aangetaste bossen kan de hagedis worden gevonden. De soort is aangetroffen van zeeniveau tot op een hoogte van ongeveer 1000 meter boven zeeniveau.

## Beschermingsstatus
Door de internationale natuurbeschermingsorganisatie IUCN is de beschermingsstatus 'veilig' toegewezen (Least Concern of LC).

### Ondersoorten
De soort wordt verdeeld in vier ondersoorten die onderstaand zijn weergegeven, met de auteur en het verspreidingsgebied.
| Naam                                                                           | Auteur                   | Verspreidingsgebied                  |
| ------------------------------------------------------------------------------ | ------------------------ | ------------------------------------ |
| Gonatodes albogularis                                                          | Duméril & Bibron, 1836   | De rest van het verspreidingsgebied. |
| Gonatodes albogularis bodinii                                                  | Rivero Blanco, 1964      | Venezuela                            |
| Gonatodes albogularis fuscus = Stenodactylus fuscus Hallowell, 1855            | Hallowell, 1855          | Costa Rica, Panama, Cuba             |
| Gonatodes albogularis notatus = Gymnodactylus notatus Reinhardt & Lütken, 1862 | Reinhardt & Lütken, 1862 | Hispaniola, Jamaica, Grand Cayman    |